# Снєткова Тетяна Іванівна
Тетяна Іванівна Снєткова (1950, місто Ленінград, тепер Санкт-Петербург, Російська Федерація) — радянська діячка, новатор виробництва, складальниця мікросхем Ленінградського науково-виробничого об'єднання «Позитрон». Член Центральної Ревізійної Комісії КПРС у 1986—1990 роках.

## Життєпис
Народилася в робітничій родині. Закінчила середню школу.
У 1967—1975 роках — учениця складальниці, складальниця, з 1975 року — складальниця мікросхем Ленінградського науково-виробничого об'єднання «Позитрон».
Член КПРС з 1975 року.
Очолювала цехову партійну організацію Ленінградського науково-виробничого об'єднання «Позитрон», була членом бюро Виборзького районного комітету КПРС міста Ленінграда.
Потім — директор дитячого оздоровчого табору «Мечта-плюс» (ВАТ «Позитрон») міста Санкт-Петербурга.

## Нагороди і звання
- орден Трудової Слави III ступеня
- ордени
- медалі